# Loi Gramm-Rudman-Hollings
La Loi Gramm-Rudman-Hollings est une loi américaine datant de 1985 sur l'équilibre budgétaire fédéral.
Elle impose des plafonds annuels pour le déficit budgétaire. En cas de non-respect par le Congrès des plafonds annuels de déficit budgétaire, le président des États-Unis doit procéder à des coupes automatiques et proportionnelles dans la plupart des programmes publics. 
Cette loi a fait l'objet de nombreuses critiques car elle confère des pouvoirs législatifs au président, ce qui est contraire à la constitution américaine (elle a d'ailleurs été déclaré inconstitutionnelle à ce titre par la Cour Suprême). 
Elle a été, en fait, rarement appliquée. De nombreuses dépenses fédérales (sauvetage d'organismes financiers, vote de dépenses exceptionnelles hors du cadre défini par la loi) sont de facto exclus du périmètre de la loi, la rendant inefficace et inutile pour réduire le déficit.